# Judith Lowry
Judith Carter Lowry (de soltera Ives; 27 de julio de 1890 – 29 de noviembre de 1976) fue una actriz estadounidense. Tuvo cerca de 30 papeles en cine y televisión y apareció en el teatro, sobre todo en la producción Off-Broadway de The Effect of Gamma Rays on Man-in-the-Moon Marigolds y en Broadway en la obra de Archibald MacLeish J.B. Llegó a ser muy conocida por su papel de madre Dexter en la serie de la CBS Phyllis durante el último año de su vida, pero murió a mitad de la segunda temporada de la serie.

## Primeros años
Judith Carter Ives nació en Fort Sill, Oklahoma, donde su padre estaba destinado temporalmente. Era hija de Mildred Elizabeth Megeath (17 de julio de 1864 – 1923) y Francis Joseph Ives (19 de julio de 1857 – 27 de noviembre de 1908). Su padre fue cirujano de carrera en el ejército estadounidense y alcanzó el rango de mayor.
Su padre participó en la guerra hispano-estadounidense, sirviendo inicialmente en Cuba y más tarde en Filipinas, antes de retirarse en 1908 a Washington D. C., donde murió. A través de su padre, Lowry era descendiente del soldado de la Guerra de la Independencia estadounidense Asahel Ives.

## Carrera
Lowry debutó en el teatro en 1913 en una compañía de Washington D. C. En 1921 dio a luz a su primer hijo y se retiró de la actuación para criar a su familia. Reanudó su carrera como actriz en 1952, después de que la menor de sus nueve hijos cumpliera 18 años. No fue hasta los ochenta años cuando empezó a recibir papeles más importantes. Lowry tuvo un papel no acreditado en Valley of the Dolls (1967) como tía Amy, al que siguieron papeles en películas como The Anderson Tapes y Cold Turkey.[cita requerida]
Su papel más recordado es el de madre Dexter en la comedia de los 70 Phyllis, protagonizada por Cloris Leachman. Este fue el último papel importante de Lowry. Murió de un ataque al corazón durante la última temporada de la serie. Uno de los últimos episodios que rodó antes de morir, "Mother Dexter's Wedding", supuso la última aparición del veterano actor Burt Mustin, que interpretaba a su novio, Arthur Lanson. Cuando se emitió el episodio, en diciembre de 1976, Lowry había muerto a los 86 años, y Mustin, de 92, fallecido en enero de 1977, estaba demasiado enfermo para verlo. Tras la emisión de "Mother Dexter's Wedding", siguieron cinco episodios más de Phyllis en los que aparecía Lowry.

## Muerte
Lowry se desplomó y murió de un ataque al corazón mientras caminaba por una calle de Greenwich Village con su hijo Rayphield Semmes Lowry, el 29 de noviembre de 1976; tenía 86 años. Fue enterrada junto a su marido, Rudd Lowry, en el Long Island National Cemetery, Farmingdale, Nueva York.

## Filmografía

### Películas seleccionadas
| Título                                                | Año  | Papel                          | Notes         |
| ----------------------------------------------------- | ---- | ------------------------------ | ------------- |
| 13 Rue Madeleine                                      | 1947 | Campesina                      | sin acreditar |
| The Miracle Worker                                    | 1962 | 1ra arpía                      | sin acreditar |
| Ladybug Ladybug                                       | 1963 | Abuela                         |               |
| Andy                                                  | 1965 |                                |               |
| The Trouble with Angels                               | 1966 | hermana Prudence               |               |
| The Tiger Makes Out                                   | 1967 | Inquilina anciana              | sin acreditar |
| Valley of the Dolls                                   | 1967 | tía Amy                        | sin acreditar |
| The Night They Raided Minsky's                        | 1968 | madre Annie                    |               |
| Sweet Charity                                         | 1969 | Mujer vieja en Park Bench      | sin acreditar |
| Popi                                                  | 1969 | Paciente anciano hospitalizado | sin acreditar |
| On a Clear Day You Can See Forever                    | 1970 |                                | sin acreditar |
| Husbands                                              | 1970 | abuela de Stuart               |               |
| Cold Turkey                                           | 1971 | Odie Turman                    |               |
| The Anderson Tapes                                    | 1971 | Mrs. Hathaway                  |               |
| The Effect of Gamma Rays on Man-in-the-Moon Marigolds | 1972 | Nanny                          |               |
| Superdad                                              | 1973 | Mother Barlow                  |               |

### Television
| Programa                | Año       | Papel                 | Notas                           |
| ----------------------- | --------- | --------------------- | ------------------------------- |
| Studio One              | 1954      | Mrs. Blake            | 1 episodio                      |
| The Phil Silvers Show   | 1956      | Josie                 | 1 episodio                      |
| Naked City              | 1961      | Mujer vieja           | 1 episodio                      |
| Car 54, Where Are You?  | 1961-1963 | Trixie                | 3 episodios                     |
| The Patty Duke Show     | 1964-1965 | Miss Tansy            | 2 episodios                     |
| The Jackie Gleason Show | 1966-1967 | Old Lady              | 3 episodios                     |
| Dark Shadows            | 1968      | Hands of Cassandra    | 1 episodio                      |
| Night Gallery           | 1970      | Miss Wattle           | 1 episodio                      |
| Maude                   | 1974–1975 | Aunt Polly            | 2 episodios                     |
| Kojak                   | 1975      | Lily Weed             | 1 episodio                      |
| Phyllis                 | 1975–1977 | Sally "Mother" Dexter | 23 episodios (última aparición) |